# Alfonso II de Tui
Alfonso fou un religiós del regne de Lleó i bisbe de Tui entre 1100 i 1130. Se l'ha identificat habitualment amb el nom d'Alfonso II, perquè el seu consta com secundus Adefonsus a les exèquies de Suero Núñez.

## Biografia
Fou bisbe de Tui vers 1100 i 1130. Se'n desconeixen els seus orígens, però segons Prudencio de Sandoval en el moment d'esdevenir bisbe era monjo i abat del monestir de Sahagún. L'ubica entre els anys 1105 i 1117 dintre de la comunitat monàstica, tanmateix abans de 1117 és bisbe, i tampoc ha estat possible, segons Flórez, situar-lo com a abat del monestir en no aparèixer el seu nom en el catàleg oficial, i si fou monjo tampoc és fàcil constatar-ho perquè el seu nom és un dels més habituals de l'època. Sobre la data en què se l'escull bisbe, vers 1100, Flórez la proposa perquè l'1 de juliol d'aquell any assisteix a un acte un bisbe anomenat A. Tudensi, i malgrat que el predecessor d'Alfonso és Aderico, per ser el primer un nom comú era habitual escriure'n només la inicial. La primera constància documental fidedigna és del 1102, on confirma una donació d'Urraca, filla d'Alfons VI, a un criat seu d'A Lama.
Ben relacionat amb els monarques i els altres bisbes gallecs del moment, sembla que fou també un dels canonges de la catedral de Santiago que juraren obeir i guardar l'honor de l'arquebisbe Diego Xelmírez, si bé Tui depenia de l'arquebisbe de Braga, i d'aquesta forma Alfonso prestà obediència al seu titular, Geraldo. Amb relació a la monarquia, apareix a diverses escriptures, principalment donacions del comte Ramon de Borgonya i de la reina Urraca de Lleó, on el bisbe apareix al costat d'altres homòlegs d'altres seus confirmant el document, un fet que es va repetint al allarg dels anys fins a la fi del seu càrrec. Sembla que era habitual que Alfonso acompanyés a la reina allà a on anava, i el 1112 rebé d'ella per a la diòcesi les viles de Santa Maria das Areas, Espicinelo.
El 25 d'octubre de 1113 assistí a un concili celebrat a Palència, faltà al de Lleó del 18 d'octubre de 1114, però confirmà el que allà s'havia decidit al de Santiago el 17 de novembre. Altrament, exercí com a jutge en un litigi entre els arquebisbes de Santiago de Compostel·la i Braga pels béns que tenia la seu gallega a terres de Portugal, però el litigi quedà sense efectes perquè en la sessió convocada per a 1118 no se celebrà perquè l'arquebisbe de Braga es negà a assistir. Era habitual, doncs, que els diferents bisbes assistissin a concilis i altres actes, així el 1121 Alfonso assisteix a la recepció del cardenal i legat pontifici Bosso i a la consagració del bisbe Sancho d'Àvila. D'aquesta sèrie d'actes, el darrer dels quals al que assisteix és el concili de Carrión el 1130.
Pel que fa la diòcesi, Alfonso II és conegut també per haver estat el bisbe que recuperà la vila de Vimea i les seves dependències, que restaven en poder de família de Nuño Suárez de forma il·legal des de temps del bisbe Alfonso I. Per redimir els seus pecats, els nets tornaren les terres a la diòcesi, que n'era la legítima propietària. A més, obtingué el 1125 de la comtessa de Portugal, Teresa de Lleó, una escriptura on confirmava a l'església de Tui tot allò que havia donat en el seu temps el rei Teodomir. Això incloïa la ciutat de Tui, les esglésies d'Arcucelos, Labrugia, i les viles d'Ancaro, Villar de Moros, Maria da Colina a Coira, Santa Maria de Palacios, Valdevoz, Paderni, i totes les seves terres i dependències. A més donava permís per poder dur a Portugal tota mena de gènere, ramats i provisions sense haver de pagar drets de portatges.